# Nunciatura apostòlica

Relacions diplomàtiques de la Santa Seu
Relacions diplomàtiques
Altres relacions

La nunciatura apostòlica és una missió diplomàtica de màxim rang de la Santa Seu davant els estats amb els quals manté relacions diplomàtiques. Al capdavant de la nunciatura de la Santa Seu hi ha un nunci (ambaixador papal). La nunciatura és l'equivalent a una ambaixada, és a dir, és una missió diplomàtica de primera classe.